# 土岐頼寧
土岐 頼寧（とき よりやす）は、江戸時代後期の大名。上野国沼田藩の第10代藩主。官位は従五位下・伊予守。沼田藩土岐家第13代。

## 略歴
文政10年（1827年）5月15日、第8代藩主・土岐頼潤の五男として江戸にて誕生した。誕生後間もなく父が没したため、家督は堀家から養子となった頼功が継いだ。天保2年（1831年）7月20日、頼功の養子となる。天保10年（1839年）7月28日、第12代将軍・徳川家慶に拝謁する。天保11年（1840年）6月7日、頼功の隠居により家督を継いだ。天保12年（1841年）12月16日、従五位下・伊予守に叙任する。
弘化4年（1847年）5月26日、奏者番に就任する。同年8月10日、21歳で死去し、跡を養嗣子の頼之が継いだ。墓所は萬松山東海寺の春雨庵。

## 系譜
父母
- 土岐頼潤（実父）
- 土岐頼功（養父）

正室
- ヨシ - 堀親寚の養女、秋田孝季の娘

養子
- 土岐頼之 - 松平定永の十男
- 益子 - 土岐頼之正室、土岐頼功の三女